# Эль-Буни
Эль-Буни (араб. البوني‎) — город на северо-востокее Алжира, на территории вилайета (вилайи) Аннаба. Административный центр одноимённого округа. Второй по численности населения город провинции.

## Географическое положение
Город находится в северо-восточной части вилайи, вблизи от побережья Средиземного моря, к западу от реки Сейбоусе. Является южным пригородом города Аннаба.

## Демография
По данным переписи, на 2008 год население составляло 125 265 человек.
Динамика численности населения города по годам:
| 1977   | 1987   | 1998    | 2008    | 2012    |
| ------ | ------ | ------- | ------- | ------- |
| 26 746 | 83 008 | 111 179 | 125 265 | 137 730 |